# Грахов, Николай Леонидович
Грахов, Николай Леонидович (род. 26 ноября 1946, Уфа, Башкирская АССР, РСФСР, СССР) — поэт, писатель, переводчик, автор-исполнитель песен (бард).
Член Союза писателей Российской Федерации и Республики Башкортостан (1992).

## Биография
Николай Леонидович Грахов родился 26 ноября 1946 года в городе Уфе Башкирской АССР, ныне Республики Башкортостан.
В 1967 году окончил строительное отделение Уфимского автотранспортного техникума по специальности «техник-строитель».
В 1967—1969 годах проходил действительную военную службу в Вооруженных Силах СССР связистом-радиомехаником на территории нынешнего Казахстана.
После увольнения в запас начал работать техником-строителем СУ-2 Уфимского строительного треста № 3.
В 1985 году, защитив дипломную работу на «отлично», закончил вечернее отделение филологического факультета Башкирского государственного университета и был приглашен редактором в редакцию художественной и детской литературы Башкирского книжного издательства.
С 2003 года работал заведующим отделом поэзии издаваемого в г. Уфе республиканского журнала «Бельские просторы».

## Творчество
Начало активной творческой деятельности приходится к первой половине 70-х годов XX века. Основное направление в поэзии — стихи для детей, где достиг наибольших успехов. Больше половины изданных около двух десятка поэтических книг написаны для молодых читателей («Я живу в Уфе», 1986; «Зелёный патруль», 1987; «Вот это да», 1996 и др.). В них автор демонстрирует незамутненное восприятие жизни глазами ребёнка, неподдельный восторг и удивление огромности окружающего мира и честная вера победе добра и справедливости. Одновременно поэт воспитывает в маленьком читателе любознательность, призывает к открытости и оптимизму. Умение глубоко проникать в детское мировоззрение, понятный детям легкий юмор наряду с любовью к своим героям — именно эти черты отличают стихи поэта. Вот уже два десятилетия они безошибочно находят путь к сердцам юных любителей поэзии и надолго захватывают разум юных читателей.
Николай Грахов одновременно автор более 200 песен на собственные стихи. Он — один из основоположников «авторской песни» не только в Республике Башкортостан, но и в России.
Занимается также и переводами. Перевёл на русский язык произведения башкирских поэтов Сафуана Алибая, Гузель Галеевой, Абдулхака Игебаева, Назара Наджми, Дины Талхиной. 
Творчество поэта и самодеятельного певца получило заслуженную оценку на различном уровне. Он — лауреат Международного конкурса детской и юношеской художественной и научно-популярной литературы имени А. Толстого (2006), литературной премии Союза писателей Республики Башкортостан имени Степана Злобина (2014) и премии Бижбулякского района Республики Башкортостан имени Фатиха Карима. Как исполнитель своих песен (бард) был лауреатом фестивалей авторской песни в городах: Уфе (1975—1978), Казани (1976, 1978), Чебоксары (1977—1978), 1981), Баку (1979), Алма-Ате, Ленинграде и Риге (1980).

### Книги
- Я просто здесь живу: Стихи. — Уфа: Башкнигоиздат, 1985.
- Я живу в Уфе: Стихи для детей. — Уфа: Башкнигоиздат, 1986.
- Зелёный патруль: Стихи для детей. — Уфа: Башкнигоиздат, 1987.
- Я буду нефтяником: Стихи для детей. — Уфа: Башкнигоиздат, 1987.
- Пернатые друзья: Стихи для детей. — Уфа: Башкнигоиздат, 1988.
- Маленькие помощники: Стихи для детей. — Уфа: Башкнигоиздат, 1989.
- Пионерский дворец: Стихи для детей. — Уфа: Башкнигоиздат, 1990.
- Вот это да: Стихи для детей. — Уфа: Башкнигоиздат, 1990.
- Жили—были в сказке: Стихи для детей. — Уфа: Китап, 1994.
- Старый дом: Стихи. — Уфа: Китап, 1996.
- Лошадь Матильда и другие истории: Стихи и сказка для детей. — Уфа: Китап, 2004.
- Осенние настроения. Уфа: Китап, 2009

## Награды и премии
- Лауреат Международного конкурса детской и юношеской художественной и научно-популярной литературы имени А. Толстого (2006)
- Лауреат литературной премии Союза писателей Республики Башкортостан имени Степана Злобина (2014)
- Лауреат премии Бижбулякского района Республики Башкортостан имени Фатиха Карима.